# Neferquerés II
Neferquerés II ou Nefercaré II (em egípcio: Nfr k3 rˁ) foi um faraó da VIII dinastia durante o início do Primeiro Período Intermediário (2181–2055 a.C.). De acordo com os egiptólogos Kim Ryholt, Jürgen von Beckerath e Darell Baker, foi o terceiro da dinastia. Só é atestado por meio de seu nome, que aparece na 42.ª posição na Lista Real de Abido, que foi redigida cerca de 900 anos mais tarde, sob Seti I. Outra lista de reis do Período Raméssida, o Cânone de Turim, tem uma grande lacuna que afeta muitos reis da VIII dinastia e a duração do reinado de Neferquerés, que teria sido relatada no documento, está perdida.
Jürgen von Beckerath identificou provisoriamente Neferquerés com o nome de trono Uadjecaré ("Florescente é o Cá de Rá"), que é atestado num grafite de Uádi Hamamate contemporâneo do Primeiro Período Intermediário. Essa identificação é aparentemente rejeitada por Baker, que não faz menção a qualquer atestação a Neferquerés além da lista de Abido, enquanto Thomas Schneider relaciona Uadjecaré a Neferquerés II ou Neferircaré II.